# The Firstborn Is Dead
The Firstborn Is Dead je druhé studiové album rockové skupiny Nick Cave and the Bad Seeds, vydané v červnu 1985 u vydavatelství Mute Records. Jeho nahrávání probíhalo v berlínském studiu Hansa-Tonstudios od listopadu do prosince 1984. O produkci se starali členové skupiny spolu s producentem jménem Flood.

## Seznam skladeb
| Pořadí | Název                               | Autor                                 | Délka |
| ------ | ----------------------------------- | ------------------------------------- | ----- |
| 1.     | Tupelo                              | Nick Cave, Barry Adamson, Mick Harvey | 7:17  |
| 2.     | Say Goodbye to the Little Girl Tree | Cave, Harvey                          | 5:10  |
| 3.     | Train Long-Suffering                | Cave                                  | 3:49  |
| 4.     | Black Crow King                     | Cave, Blixa Bargeld                   | 5:05  |
| 5.     | Knockin' on Joe                     | Cave                                  | 7:38  |
| 6.     | Wanted Man                          | Bob Dylan, Johnny Cash                | 5:27  |
| 7.     | Blind Lemon Jefferson               | Cave, Adamson, Bargeld, Harvey        | 6:10  |

## Obsazení
- Nick Cave – zpěv, harmonika
- Barry Adamson – baskytara, kytara, varhany, bicí, doprovodné vokály
- Blixa Bargeld – kytara, doprovodné vokály
- Mick Harvey – bicí, klavír, kytara, varhany, baskytara, doprovodné vokály